# Pterogonidium liliputanum
Pterogonidium liliputanum är en bladmossart som beskrevs av Brotherus 1921. Pterogonidium liliputanum ingår i släktet Pterogonidium och familjen Sematophyllaceae. Inga underarter finns listade i Catalogue of Life.